# Savaş Tağa
Savaş Tağa (* 21. Februar 1992 in Istanbul) ist ein türkischer Fußballspieler, der für Iğdır FK spielt.

## Karriere

### Verein
Tağa begann mit dem Vereinsfußball in der seiner Geburtsstadt Istanbul in der Jugend des türkischen Traditionsvereins Beşiktaş Istanbul. Diesen Verein verließ er 2003 und wechselte für ein Jahr in die Jugend von İstanbul Gençlikspor. 2008 ging er dann zur Jugendmannschaft von Kartalspor. 2011 erhielt er hier einen Profivertrag. Er spielt überwiegend für die Reservemannschaft und wird bei Bedarf auch bei den Profis eingesetzt.